# 대니얼 스프라이

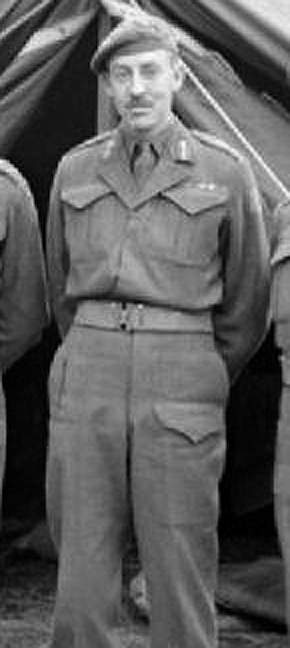

소장 대니얼 찰스 스프라이(1913년 2월 4일 –1989년 4월 2일)는 캐나다 육군 장교로, 제2차 세계 대전 베리터블 작전 당시 제3캐나다사단을 지휘했었다.

## 전쟁 당시 복무
1943년 스프라이는 이탈리아 전역에서 왕립 캐나다 여단의 제1대대를 맡았고, 이후 제1캐나다보병여단의 여단장이 맡았다. 1944년 그는 캐나다 제12보병여단을 맡았다. 1944년 말, 그는 제3캐나다사단을 맡아 라인란트 전역이 끝날 때까지 사단장으로 부임했다. 제2캐나다군단의 군단장이었던 가이 시먼즈는 블록버스터 작전 당시 클리브스 남동쪽에 위치한 모이란트의 엄중히 방어된 삼림지대에 대한 스프라이의 공격에 실망하며, "그는 전략적인 이점이 부족했고, 위급한 상황에서 과감히 돌진할 줄 몰랐다."라고 언급했다. 실제로 스프라이는 가이 시먼즈나 해리 크레러 모두 전투의 중요한 상황을 완전하지 이해하지 못했다고 믿었다. 시먼즈는 단호하게 스프라이가 밀어붙어야 한다고 말했지만 크레러는 더 동정적이었고, 그는 영국군에 소속된 캐나다 보병부대에 스프라이를 임명해야 한다고 주장했다. 스프라이는 블록버스터 작전이 끝날 무렵 제3사단장에서 물러났고, 캐나다 보충부대를 지휘하기 위해 영국으로 갔다.